# Fireproof Studios
Fireproof Studios Ltd — британская студия, занимающаяся разработкой компьютерных игр. Базируется в Гилфорде, Англия. Была основана в сентябре 2008 года.

## История
Fireproof Studios была основана 3 сентября 2008 года Кристофером Кэнноном, Тони Картрайтом, Марком Хэмилтоном, Барри Мидом, Дэвидом Рэком и Дэмиеном Ли Рэйфилдом. Шесть основателей ранее работали в Criterion Games, познакомились во время работы над игрой Burnout 3, а после работы над Burnout Paradise решили работать вместе.
В первое время Fireproof Studios работала в качестве фрилансеров художественной студии. Media Molecule передал на аутсорс Fireproof создание графики для DLC к играм LittleBigPlanet и LittleBigPlanet 2. Позднее Fireproof тесно сотрудничали с Guerrilla Games, создавая графику для многопользовательских уровней в Killzone: Shadow Fall и Killzone: Mercenary. Студия также принимала участие в разработке Ridge Racer Unbounded, серии DJ Hero и Kinect Sesame Street TV.
В 2012 году Fireproof Studios открыла подразделение Fireproof Games, которое занимается разработкой видеоигр. К 2021 году Fireproof Games разработали 6 игр, 5 из которых относятся к серии The Room, и две являются играми виртуальной реальности.

## Игры
| Год  | Название                   |
| ---- | -------------------------- |
| 2012 | The Room                   |
| 2013 | The Room Two               |
| 2015 | The Room Three             |
| 2016 | Omega Agent                |
| 2018 | The Room: Old Sins         |
| 2020 | The Room VR: A Dark Matter |